# Die Arche
Die Arche (cu sensul de Arca) este un film mut științifico-fantastic din 1919, cu Leo Connard și regizat de Richard Oswald. Este un film epic german în două părți, bazată pe un roman de Werner Scheff. Prezintă povestea unui viitor apropiat (în 1949) în care civilizația a fost distrusă. 

## Prezentare
Inginerul Walter Fahr a construit un submarin care urmează să plece într-o călătorie sub conducerea căpitanului Klaus Donken. De asemenea, profesorul de astronomie Sotuma vrea să călătorească cu el, dar Fahr îi refuză această solicitare Se dovedește că Sotuma a sabotat submarinul, furând piese, dar a avut motive întemeiate pentru acțiunile sale: Coada cometei Lund care trece pe lângă pământ este atât de puternic îmbogățită cu monoxid de carbon încât toată viața umană este distrusă complet. Submarinul își începe călătoria acasă cu ultimii oameni. Tema acestui film este restabilirea existenței umane pe pământ cu doar trei femei.

## Distribuție

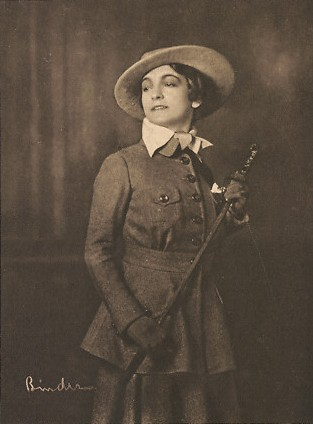
Eva Speyer (de Alexander Binder)

- Leo Connard - Ernst Pogge, Großreeder
- Eva Speyer - Helga, Ernsts Tochter
- Georg H. Schnell - Klaus Donken, Kapitän
- Oevid Molander - Walter Fahr, Ingenieur
- Eugen Klöpfer - Volkert, Steuermann
- Guido Herzfeld - Dr. Milius, Arzt
- Kissa von Sievers - Helgas Zofe
- Emil Lind - Keigo Soluma, Profesor de astronomie